# Оливковые мухоеды
Оливковые мухоеды (лат. Tolmomyias) — род воробьиных птиц из семейства Тиранновые.

## Список видов
Международный союз орнитологов относит к роду 7 видов:
- Зеркальный оливковый мухоед Tolmomyias assimilis (Pelzeln, 1868)
- Желтогрудый оливковый мухоед Tolmomyias flaviventris (Wied, 1831)
- Tolmomyias flavotectus (Hartert, EJO, 1902)
- Сероголовый оливковый мухоед Tolmomyias poliocephalus (Taczanowski, 1884)
- Белоглазый оливковый мухоед Tolmomyias sulphurescens (Spix, 1825)
- Tolmomyias traylori Schulenberg et Parker, 1997
- Tolmomyias viridiceps (Sclater, PL & Salvin, 1873)

Описанный в 2013 году Tolmomyias sucunduri Whitney, Schunck, Rêgo & Silveira, 2013 позднее был включен подвидом в состав Tolmomyias assimilis.